# Richard Challoner
Richard Challoner, né le 29 septembre 1691 à Lewes et mort le 12 janvier 1781 à Londres, est un évêque catholique anglais, figure majeure du catholicisme anglais durant une grande partie du XVIIIe siècle, et célèbre pour sa révision de la traduction de la Bible de Douai.

## Biographie

### Jeunesse et études
Richard Challoner naît le 29 septembre 1691 à Lewes, dans le Sussex de l'Est, de Richard Challoner et Grace née Willard. Son père, un vendeur de vin presbytérien, meurt au cours de son enfance ; sa mère est ainsi réduite à la pauvreté et devient femme de ménage au sein d'une famille catholique, à Firle. On ne sait pas avec certitude si elle était à l'origine catholique, où si elle s'est convertie sous l'influence du ménage et de son entourage.
Le 29 juillet 1705, le jeune Richard entre au collège anglais de Douai, en France, avec une sorte de bourse d'études. Il y passe alors vingt-cinq ans, d'abord comme étudiant, puis comme professeur et comme vice-président de l'université. À l'âge de vingt-et-un ans, il est choisi pour enseigner les classes de rhétorique et de poésie, toutes deux formant les classes supérieures dans les sciences humaines.
Il est ordonné prêtre le 28 mars 1716, obtient son baccalauréat en théologie à l'université de Douai en 1719 et y est nommé, l'année suivante, en tant que vice-président.

### Retour à Londres
En 1708, il prête le serment de retourner en Angleterre en tant que missionnaire. Le 18 août 1730, il reçoit l'autorisation d'embarquer pour l'Angleterre et décide de résider à Londres. C'est à cette période qu'il commence réellement à exercer sa charge de prêtre. Bien que les lois pénales ne soient plus appliquées avec une extrême sévérité, la vie de nombreux prêtres catholiques est encore difficile, en particulier à Londres. Il se fait alors passer pour un laïc et célèbre la messe en secret, profitant du fait que de petits rassemblements puissent se réunir sans se faire remarquer.
Sa première œuvre, publiée en 1728, est un petit livre de méditations qui porte le titre étrange de « Penser du bien ». Les traités de controverse qu'il publie en succession rapide à Londres attirent beaucoup d'attention, en particulier son Instruction chrétienne catholique en 1737. Celle-ci est préfacée par une réponse spirituelle à la « Lettre de Conyers Middleton » de Rome, montrant une conformité exacte entre la papauté et le paganisme.

### Épiscopat
En 1738, Robert Witham alors président du collège de Douai, meurt et laisse ainsi son poste vacant. Les supérieurs du collège souhaitent alors voir l'abbé Challoner lui succéder à la présidence. Mgr Benjamin Petre, vicaire apostolique du district de Londres, refuse cependant cette demande au motif qu'il souhaite le voir comme son coadjuteur pour lui succéder. D'autre part, la Sacrée congrégation pour la propagation de la foi a déjà organisé la nomination de Challoner en tant que vicaire coadjuteur de Londres. Le bref du pape est émis le 12 septembre 1739, élevant ainsi Challoner à la dignité épiscopale en tant que vicaire coadjuteur du district de Londres, et se voyant assigner le siège in partibus de Doberus (de).
La consécration de Mgr Richar Challoner a lieu le 29 janvier 1741 en la chapelle privée de Hammersmith. Il effectue alors, pour commencer, une visite pastorale dans la quasi-totalité du territoire du district. Celui-ci comprenant dix comtés en plus des îles anglo-normandes, cette visite lui prend trois années.

### Traduction de la Bible
Richard Challoner perçoit la nécessité de mettre à jour la langue de la Bible de Douai, apparue au cours des années 1582-1610. Il consacre ainsi beaucoup de temps et d'énergie à sa révision en langue anglaise. Son but n'est alors pas de faire une nouvelle traduction, mais d'y supprimer les mots et expressions archaïques, de sorte que la Bible soit plus lisible et compréhensible pour des gens ordinaires.

### Dernières années

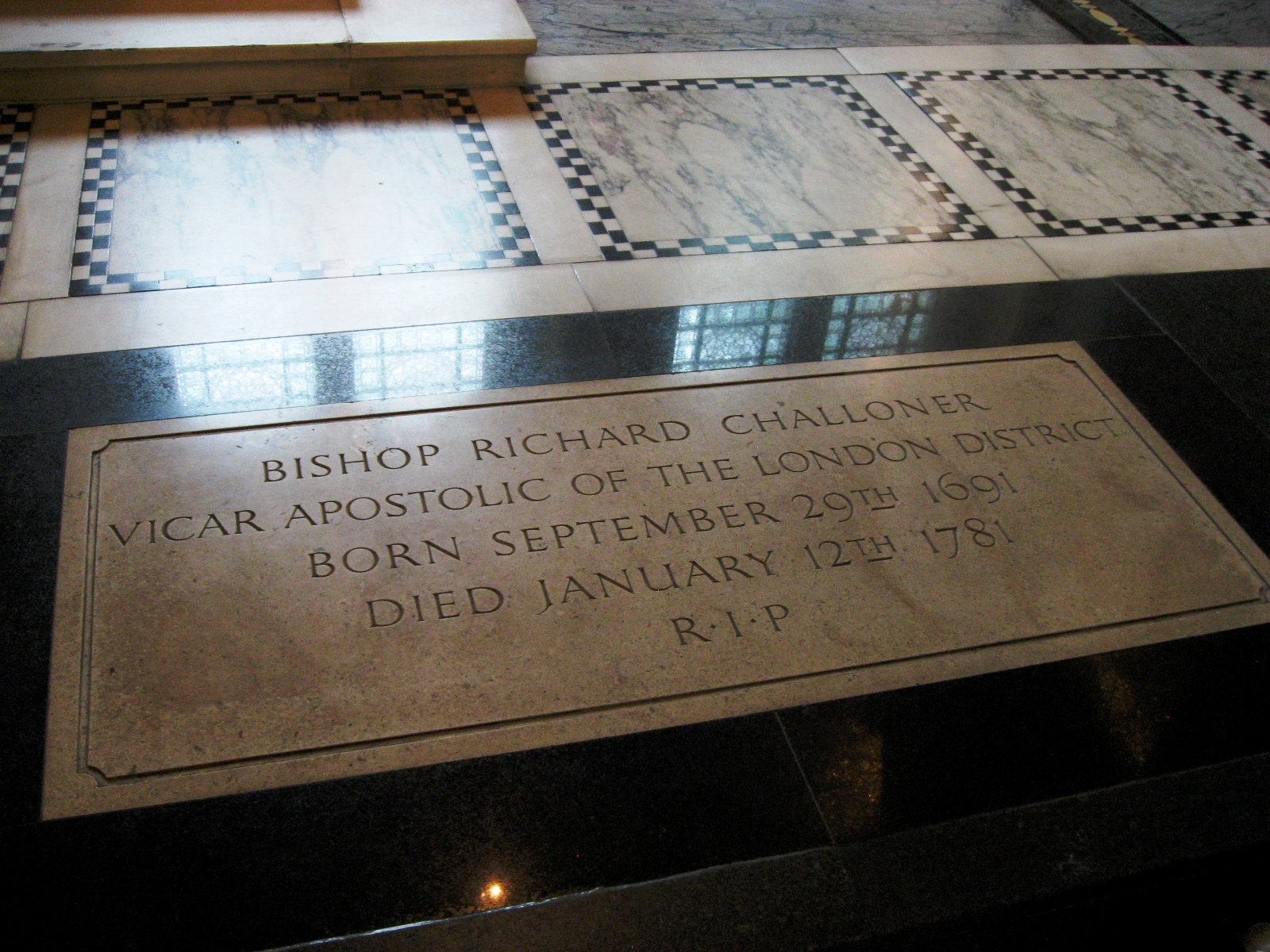
Tombe à la cathédrale de Westminster.

Dès son élévation épiscopale, Mgr Challoner réside à Londres, bien qu'à l'occasion, comme pendant les Gordon Riots de 1780, il soit obligé de se retirer dans le pays. 
Atteint d'une paralysie, il meurt le 12 janvier 1781 à l'âge de 89 ans. Il est alors enterré à Milton dans le Berkshire (aujourd'hui l'Oxfordshire) au sein du caveau familial de son ami Bryant Barrett, en l'église paroissiale anglicane. En 1946, son corps est inhumé dans la cathédrale de Westminster.